# بين دومينك
بين دومينك (بالإنجليزية: Ben Domenech)‏ هو صحفي أمريكي، ولد في 31 ديسمبر 1981 في جاكسون في الولايات المتحدة.